# O Arise, All You Sons
O Arise, All You Sons é o hino nacional da Papua-Nova Guiné. A canção foi promovida a hino quando a Papua-Nova Guiné se tornou independente em 16 de setembro de 1975.